# Seemannaralia
Seemannaralia là chi thực vật có hoa trong họ Araliaceae.

## Hình ảnh

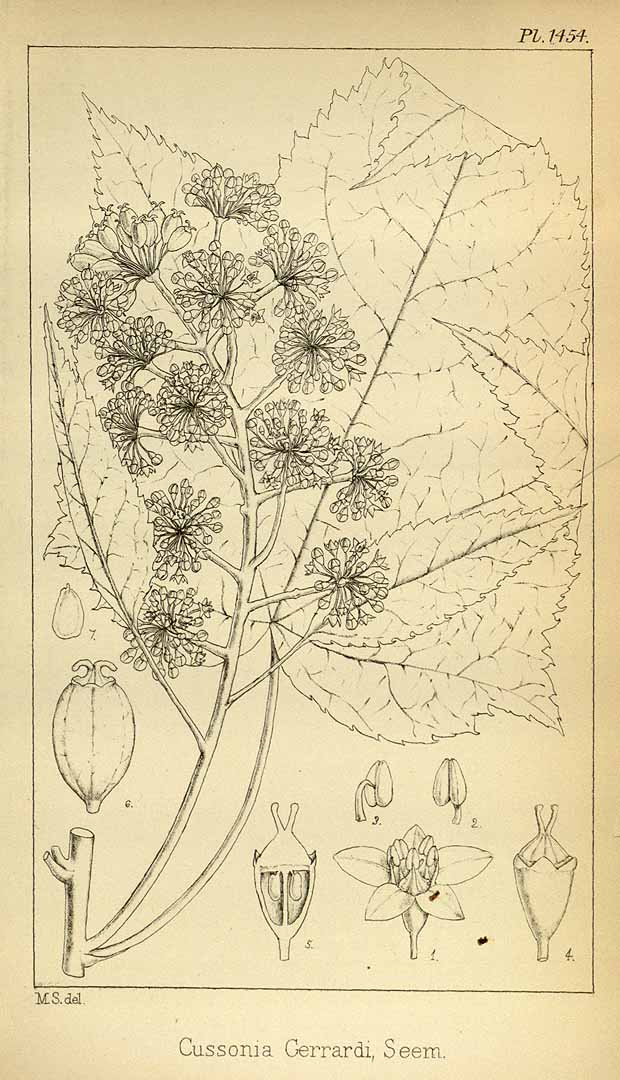
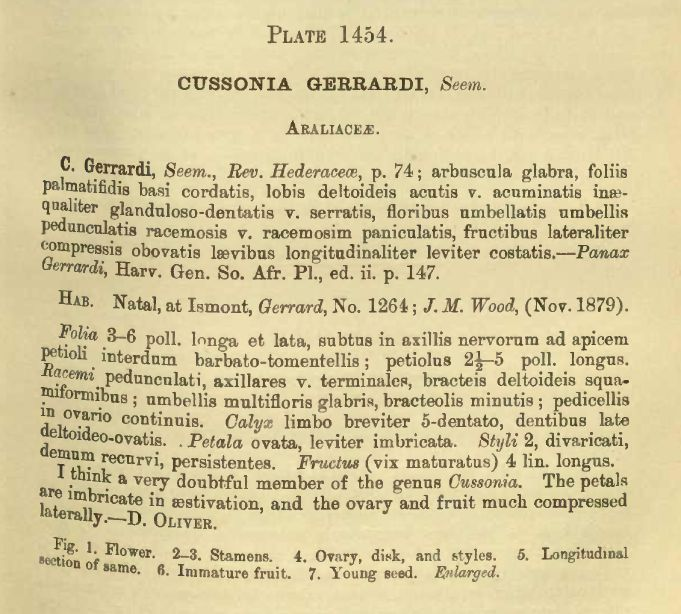